# 1605 en musique classique
| \| • Retour à la chronologie générale de la musique classique • \| |
| Grèce • Rome • Haut Moyen Âge • VIIIe siècle • IXe siècle • Xe siècle • XIe siècle XIIe siècle • XIIIe siècle • XIVe siècle • XVe siècle • XVIe siècle • XVIIe siècle XVIIIe siècle • XIXe siècle • XXe siècle • XXIe siècle |
| • Retour à la chronologie générale de la musique classique • |

| Années en musique classique : 1602 - 1603 - 1604 - 1605 - 1606 - 1607 - 1608    |
| Décennies en musique classique : 1570 - 1580 - 1590 - 1600 - 1610 - 1620 - 1630 |

## Événements
- Publication du Cinquième livre de madrigaux (Il Quinto libro dei madrigali) de Claudio Monteverdi.
- Publication à Madrid du Officium Defunctorum (Office des défunts) de Tomás Luis de Victoria.

## Naissances
- 11 mars : Antonio Bertali, compositeur et violoniste italien († 17 avril 1669).
- 18 avril : Giacomo Carissimi, compositeur italien († 12 janvier 1674).
- 19 avril : Orazio Benevoli, compositeur italien († 17 juin 1672).
- 16 octobre : Charles Coypeau d'Assoucy, écrivain et musicien français († 29 octobre 1677).

Date indéterminée
- Michel de la Guerre, compositeur et organiste français († 13 novembre 1679).
- Johann Vierdanck, compositeur, violoniste et cornetiste allemand († 1er avril 1646).

Vers 1605 :
- Tiburtius van Brussel, compositeur flamand († 5 février 1669).
- Jean de Cambefort, compositeur français († 4 mai 1661).
- Bonifazio Graziani, compositeur italien († 15 juin 1664).

## Décès

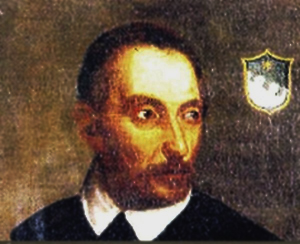
Orazio Vecchi

- 19 février : Orazio Vecchi, compositeur italien (° 6 décembre 1550).
- 24 septembre : Manuel Mendes, compositeur portugais (° 1547).

Date indéterminée :
- Christiaan van der Ameijden, chanteur et compositeur néerlandais (° 1530).
- Pedro Bermúdez, compositeur et maître de chapelle espagnol (° 1558).
- Antoine Francisque, luthiste et compositeur français (° vers 1570).